# Apocalipsa Fecioarei

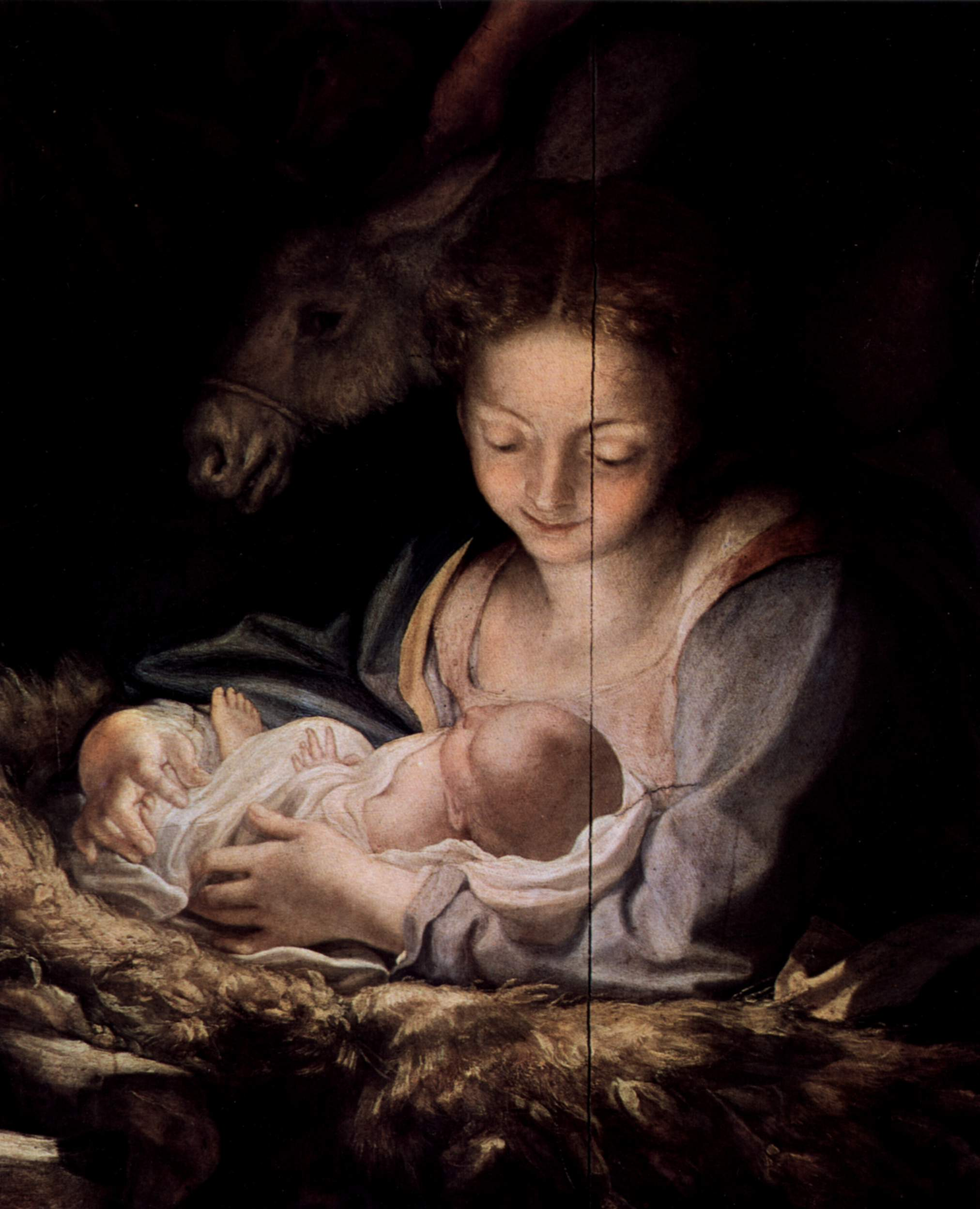
Fecioara Maria şi Pruncul

Apocalipsa Fecioarei este un text apocrif al Noului Testament, atribuit Sfintei Fecioare Maria , care a circulat în paralel cu textele canonice recunoscute de instituția Bisericii.

## Variante

Scenă din Apocalipsă

Sunt cunoscute două variante ale textului, una scrisă în limba greacă și una etiopiană de proveniență arabă.
Textul Apocalipsei Fecioarei (bazat pe cea mai veche variantă în limba greacă – identificată în manuscris în Biblioteca Bodleiană), a fost publicat de M. R. James în 1893. Acesta a atribuit manuscrisul secolului al XI-lea și a emis supoziția că originalul ar aparține secolului IX. Însuși textul original, ar fi fost de fapt o compilație târzie efectuată fără îndemânare, ce a avut la bază atât „Legendele Răpirii” cât și „Apocalipsa lui Pavel”
Varianta etiopiană a fost publicată în limba latină 1909 de către Chaine.. Spre diferență de manuscrisele în limba greacă, textul este aproape în întregime împrumutat din Apocalipsa lui Pavel, fiind, în opinia lui Chaine, o variantă arabă tradusă tot din greacă. Una dintre secțiuni relevă însă afinități cu Apocalipsa lui Petru.

## Trăsături
Trăsătura sa definitorie, intervenția pentru cei ce sunt osândiți, este regăsită atât în „Testamentul lui Avraam”, cât și în „Apocalipsa lui Pavel”, „4 Ezdra”, „Apocalipsa lui Baruh”, „Apocalipsa lui Ezdra” și „Apocalipsa lui Zedra”.

## Literatură suplimentară
- "Apocalipsa Fecioarei", în "Apocalipse apocrife ale Noului Testament", Traducerea textelor și îngrijire ediție: Gheorghe Fedorovici, Monica Medeleanu, Editura Herald, Colecția Manuscris, București, 2007, ISBN 978-973-7970-62-6 , pp. 179–199